# Estación de Gudillos
Gudillos es un apeadero ferroviario situado en el núcleo de Gudillos, junto a la localidad segoviana de San Rafael, comunidad autónoma de Castilla y León. Forma parte de la línea Villalba-Segovia, por la cual presta servicio la línea 53 de Media Distancia Madrid-Segovia con servicios Regionales cadenciados gestionados por Renfe Media Distancia que dan continuidad a la línea ferroviaria desde Cercedilla hasta Segovia, enlazando con la línea C-8 de Cercanías Madrid.

## Situación ferroviaria
Pertenece a la línea férrea 110 de la red ferroviaria española que une Villalba con Segovia, pk 29,8. El tramo es de vía única, en ancho ibérico y está electrificado. Esta línea continuaba hasta Medina del Campo pero el tramo Medina del Campo-Segovia fue cerrado en 1993 alegando falta de rentabilidad económica. La estación de Gudillos está a 1288 metros de altitud entre las estaciones de San Rafael y de Tablada (comunidad autónoma de Madrid), unidas por el largo túnel ferroviario de Tablada que atraviesa la Sierra de Guadarrama bajo el Alto del León.

## Historia
La línea entró en funcionamiento el 1 de julio de 1888 con la apertura del tramo Villalba-Segovia de la línea férrea Medina del Campo-Villalba. Las obras corrieron a cargo de Norte. Dicha compañía no tenía especial interés en este trazado dado que ya contaba con la línea Madrid-Hendaya que hacía un recorrido similar alcanzando Medina del Campo vía Ávila. Aun así motivos estratégicos la llevaron a hacerse con la misma para evitar que algún competidor pudiera aprovechar que la conexión por Segovia era la más corta para alcanzar Madrid desde Valladolid, León o Asturias. Norte mantuvo la gestión de la estación hasta la nacionalización del ferrocarril en España y la creación de RENFE en 1941. 
Desde el 31 de diciembre de 2004 Renfe Operadora explota la línea mientras que Adif es la titular de las instalaciones ferroviarias.
Esta estación fue inaugurada el 19 de julio de 1953 en la Línea ferroviaria Villalba-Segovia por el ministro de Obras Obras Públicas, Fernando Suárez de Tangil, junto con otras obras en el municipio.

## Servicios ferroviarios

### Media Distancia
Los servicios de media distancia de Renfe con parada en la estación cubren el trayecto Madrid-Segovia. En marzo de 2020 se redujeron provisionalmente estos servicios debido al Estado de Alarma declarado por la pandemia de COVID-19 en España, dejándose en sólo dos trenes diarios por sentido de vía (excepto sábados y festivos, que sólo para uno por sentido) y con el interrogante del momento en el que Renfe volverá a restablecer la totalidad de los servicios, ya que la empresa pública manifiesta que las frecuencias se irán aumentando progresivamente conforme vaya aumentando la demanda de los viajeros, algo difícil de conseguir con tan solo dos servicios por sentido. No todos los servicios tienen parada en esta estación.
Es necesario hacer un trasbordo en la estación de Cercedilla si se quiere prolongar el viaje hacia/desde Madrid, excepto el último servicio del día, el cual va directamente a Chamartín sin necesidad de hacer transbordo en Cercedilla.
| Línea MD | Trenes   | Origen/Destino                     |  | Destino/Origen |
| -------- | -------- | ---------------------------------- |  | -------------- |
| 53       | Regional | Madrid-Atocha Cercanías Cercedilla |  | Segovia        |